# Deutsches Meisterschaftsrudern 1929
Das 42. Deutsche Meisterschaftsrudern wurde 1929 in Berlin ausgetragen. Wie im Vorjahr wurden Medaillen in sechs Bootsklassen vergeben.

## Medaillengewinner
| Bootsklasse            | Gold | Silber | Bronze |
| ---------------------- | --- | --- | --- |
| Einer                  | Gerhard Boetzelen (Berliner RC) | Walter Flinsch (Frankfurter RV von 1865) | August von Hoven (Ludwigshafener RV von 1878) |
| Doppelzweier           | Rvg. Alt-Werder Magdeburg Gerhard von Düsterlho Herbert Buhtz | Rgm. Berliner RC / Gubener RC 1905 Max Seeling Horst Hoeck | Bremer RV von 1882 Rudolf Krauß Theodor Brieger |
| Zweier ohne Steuermann | Berliner RK Hellas Bruno Müller Kurt Moeschter | Heidelberger RK 1872 Heinrich Bender Karl-Heinz Frisch | RV Prussia Königsberg Heinz Schröter Paul Schröter |
| Vierer ohne Steuermann | Mannheimer RV Amicitia von 1876 Hans Maier Hermann Herbold Ernst Gaber Carl Aletter                                                                                    | Berliner RK Hellas Oskar Gonetz Walter Pache Gerhard Grawunder Friedrich Devantier                                                                              | Berliner RV Allemannia Adolf Pescheck Erich Hardt Willi Lahme Hermann Lahme                                                                                  |
| Vierer mit Steuermann  | Mannheimer RV Amicitia von 1876 Gustav Maier Wilhelm Reichert Erwin Hoffstätter Josef Schneider Fritz Bauer (Stm.)                                                     | RG Hansa Wolfgang Esterer Ernst Jörck Albert Dürr Julius Kollwitz Karl Dellinger (Stm.)                                                                         | Würzburger RV von 1875 Wilhelm Menne Paul Mitzlaff Adolf Wolz Heinz Nolden Rudi Biechele (Stm.)                                                              |
| Achter                 | Mannheimer RV Amicitia von 1876 Hans Maier Josef Schneider Gustav Maier Hermann Herbold Erwin Hoffstätter Wilhelm Reichert Ernst Gaber Carl Aletter Fritz Bauer (Stm.) | Kasteler RG 1880 Josef Genß Karl Wagner Mathias Wagner Clifford Callwood Fritz Schandua Ludwig Weselmann Josef Schollmeyer Theo Jost Heinrich Diefenbach (Stm.) | Berliner RK Brandenburgia Gerhard Berthel Otto Viola Hans Helling Bernhard Thielicke Herbert Mohrstedt Kurt Grell Helmut Benz Hans Kollat Franz Steps (Stm.) |